# 永遠的大和號
《永遠的大和號》是日本東映動畫公司製作的科幻動畫電影，並於1980年8月2日公開，同時也是宇宙戰艦大和號系列的第三部電影上映作品。

## 配音
- 富山敬：古代進
- 仲村秀生：島大介
- 麻上洋子：森雪
- 神谷明：加藤四郎
- 銀河萬丈：グロータス
- 永井一郎：佐渡酒造
- 林一夫：南部康雄
- 潘惠子：サーシャ／真田澪
- 緒方賢一：分析儀
- 伊武雅之（刀）：藤堂平九郎
- 羽佐間道夫：旁白
- 寺島幹夫：山崎獎
- 上田美雪：スターシャ
- 麥人：カザン
- 野澤那智：アルフォン
- 小林修：山南
- 野村信次：相原義一
- 廣川太一郎：古代守
- 青野武：真田志郎
- 古谷徹：德川太助
- 大平透：スカルダート
- 安原義人：太田健二郎
- 中谷有美：サーダ

## 電影歌曲
主題曲
- 愛よその日まで

作詞：阿久悠／作曲：布施明／編曲：宮川泰／歌：布施明
插曲／印象歌曲
- 星のペンダント

作詞：阿久悠／作曲・編曲：宮川泰／歌：佐佐木功
- 愛の生命

作詞：山口洋子／作曲：濱田金吾／編曲：戶塚修／歌：岩崎宏美
- 銀河傳說

作詞：阿久悠／作曲：宮川泰／編曲：川口真／歌：岩崎宏美
- おもかげ星

作詞：山口洋子／作曲・編曲：宮川泰／歌：堀江美都子

## 外部連結
- 永遠的大和號
- Starblazers官方網站
- 永遠的大和號（動畫）在動畫新聞網百科全書中的資料（英文）
- 互联网电影数据库（IMDb）上《永遠的大和號》的资料（英文）
- Variety Japan （日語）